# 六甲一
HD 46588，又名BD+79 212，SAO 5946、HR 2401，是一颗鹿豹座的恒星，视星等为5.45，位于銀經134.59，銀緯26.41，其B1900.0坐标为赤經6h 29m 10.2s，赤緯+79° 26.41′ 22″。